# Самарцев, Михаил Алексеевич
Михаил Алексеевич Самарцев (род. 1931 год, село Владимиромихайловка, Атбасарский район, Акмолинская область) — тракторист совхоза имени М. Горького Атбасарского района Целиноградской области, Казахская ССР. Герой Социалистического Труда (1973).

## Биография
Родился в 1931 году в крестьянской семье в селе Владимиромихайловка Атбасарского района.
С 1943 года трудился водителем в родном селе.
С 1948 года участвовал в строительстве Усть-Каменогорской ГЭС.
С 1952 по 1955 года проходил срочную службу в Советской Армии.
С 1955 года — тракторист в колхозе имени Максима Горького Атбасарского района.
За большие успехи, достигнутые во Всесоюзном социалистическом соревновании, и проявленную трудовую доблесть в выполнении принятых обязательств по увеличению производства и продажи государству зерна и других продуктов земледелия в 1973 году удостоен звания Героя Социалистического Труда указом Президиума Верховного Совета СССР от 10 декабря 1973 вручением ордена Ленина и золотой медали «Серп и Молот».